# Kanton Marseille-Sainte-Marguerite
Kanton Marseille-Sainte-Marguerite (fr. Canton de Marseille-Sainte-Marguerite) je francouzský kanton v departementu Bouches-du-Rhône v regionu Provence-Alpes-Côte d'Azur. Tvoří ho část města Marseille a zahrnuje část 9. městského obvodu.

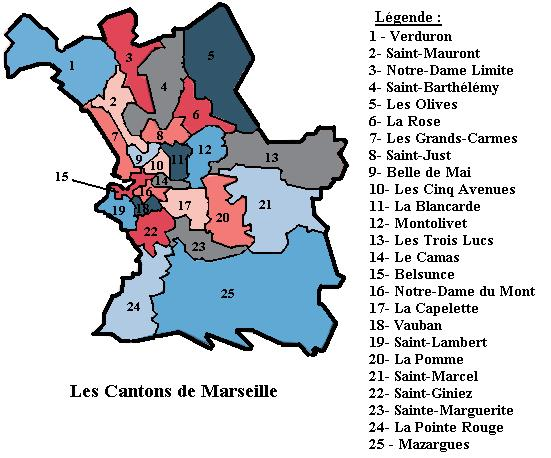
Kantony města Marseille